# Giovanni Silvestro Coco
Giovanni Silvestro Coco, detto Silvio (Castelbuono, 11 gennaio 1935), è un politico e magistrato italiano.

## Biografia
Laureato in giurisprudenza, è magistrato di cassazione e docente universitario. È stato senatore con la Democrazia Cristiana per il collegio di Caltanissetta per cinque legislature consecutive, rimanendo in carica dal 1976 al 1994. Ha brevemente ricoperto la carica di sindaco di Caltanissetta dal luglio al dicembre 1985 e di consigliere comunale fino al 1990. Dopo lo scioglimento della DC aderì al PPI.